# استراتيجية الخروج
استراتيجية الخروج تعني ترك الوضع الحالي، إما بعد تم تحقيق هدف كان مخطط له أو كطريقة للتخفيف من الفشل.  بدون إستراتيجية خروج قد يكون المرء أو المنظمة  في مستنقع. في أسوأ الأحوال، إستراتيجية الخروج من شأنها حفظ ماء الوجه ؛ وفي أحسنها تربط الانسحاب بتحقيق هدف يستلزم تكلفة عالية للإستمرار.

## في الحرب
في الاستراتيجية العسكرية ، إستراتيجية الخروج معروف أنها توظف لتقليل الخسائر العسكرية (خسائر أرواح وخسائر مادية ).

## في السياسة العامة
استراتيجية الخروج قد تعمل كوسيلة لتنفيذ إنهاء سياسة أو لإثبات أن إنهائها ممكنا، على سبيل المثال الانضمام إلى منطقة اليورو.

## في مجال الأعمال التجارية
في ريادة الأعمال و الإدارة الاستراتيجية ، إستراتيجية الخروج أو خطة الخروج هو وسيلة انتقال ملكية شركة إلى شركة أخرى (على سبيل المثال من خلال الاندماج أو الاستحواذ) أو إلى مستثمرين (على سبيل المثال من خلال إطلاق سوق الأوراق المالية). هناك أنواع أخرى من إستراتيجية الخروج مثل إدارة الاستحواذ  (المنتشرة في مجال الصناعة ).
استراتيجيات الخروج تستخدم أيضا للتأكد من استعداد الشركات لإنهاء العقود الهامة أو غيرها من العلاقات التجارية. «هناك العديد من الأسباب لوصول العقود إلى نهايتها، بما في ذلك عدم التزام أحد الطرفين أو كلاهما، التغيير الكبير في متطلبات أي من الطرفين، أو أن العقد انتهت مدته. في جميع الحالات تقريبا، وجود إستراتيجية خروج موضوعة بشكل جيد أمر بالغ الأهمية. تطور الاستراتيجية عادة كطريق للانسحاب من علاقة عمل مع المورد. يمكن أن تتضمن عملية إعادة الأصول ونقل الموظفين الرئيسيين والشروط التي يمكن إنهاء العلاقة، على سبيل المثال، عدم تلبية اتفاقيات مستوى الخدمة، والتغيرات في الظروف والخروقات الأخلاقية».
انتقال الشركات هي اندماجات مهنية وعمليات استحواذ على الشركات تساعد أصحاب الأعمال في إستراتيجية الخروج. الخدمات المقدمة غالبا ما يشار لها بخدمات إدارة الانتقال.  

## وصلات خارجية
- 1993 White House press briefing - quoting Brent Scowcroft on exit strategy
- Black Walnut Group, How do I make my company more sellable? 7 exit strategy steps